# 65 f.Kr.

## Händelser

### Efter plats

#### Romerska republiken
- Som svar på att utlänningar i Rom olagligen tar sig rättigheter förbehållna romerska medborgare antar den romerska senaten lagen Lex Papia, som utvisar alla utlänningar från staden.
- Tigranes II av Armenien besegras och tillfångatas av Pompeius, vilket gör slut på alla fientligheter vid rikets nordöstra gräns.

## Födda
- 8 december – Horatius, romersk poet